# Гусев, Дмитрий Васильевич
Дми́трий Васи́льевич Гу́сев (1845, Пензенская губерния — 1894, Казань) — экстраординарный профессор Казанской духовной академии, христианский писатель, богослов, патролог, статский советник.

## Биография
Родился в семье псаломщика церкви Покрова Пресвятой Богородицы. Окончил Пензенское духовное училище. С 1860 учился в Пензенской духовной семинарии, которую окончил в 1866 году. В этом же году поступил учиться в Казанскую духовную академию, окончил её в 1870 году (XIII курс). На одном курсе в академии вместе с Гусевым учились: Ф. А. Курганов, А. В. Вадковский, М. И. Богословский, Н. П. Остроумов, Н. Ф. Красносельцев, Крылов, Александр, В. А. Курганов. С 20 ноября 1870 года Гусев исполнял должность доцента Казанской духовной академии кафедры патрологии. Одновременно он преподавал в Казанском юнкерском пехотном училище. В апреле 1871 года Гусев защитил магистерскую диссертацию «Ересь антитринитариев третьего века». 2 сентября 1879 года Гусев вступил во второй брак с Верой Андреевной, дочерью Андрея Ясницкого, протоиерея Казанской Грузинской церкви. Их род внесён в 3-ю часть дворянской родословной книги Казанской губернии по определению Казанского дворянского депутатского собрания от 15.12.1899, утверждён указом Герольдии от 23.10.1900. С июня 1878 по январь 1882 года Дмитрий Васильевич Гусев был членом комиссии Казанской духовной академии по объяснению неудобопонятных слов и выражений в пророческих книгах Священного Писания. С мая 1885 года Гусев — экстраординарный профессор. Гусев является основателем казанской школы патрологии. Он оказал влияние на формирование научных взглядов и интересов Л. И. Писарева, П. П. Пономарёва, протоиерея Н. П. Виноградова, П. П. Мироносицкого, А. Н. Потехина, А. И. Дружинина, Н. В. Петрова и других. Гусев одним из первых, кто увидел талант и «выдающееся философско-богословское развитие» В. И. Несмелова. Несмелов считал себя учеником Гусева. Большая часть сочинений Гусева была издана после его смерти. В 1895—1899 годах под редакцией А. Н. Потехина были изданы «Чтения по патрологии» — первый систематический курс (после сочинения Черниговского архиепископа Филарета (Гумилевского) «Историческое учение об отцах Церкви»), который получил широкое распространение и использовался как учебное пособие во всех духовных академиях. На годичном акте в Казанской духовной академии 1886 года Дмитрий Васильевич Гусев произнёс актовую речь «Апология Лица Иисуса Христа и Его земной жизни и деятельности в сочинении Оригена „Против Цельса“». Гусев был инициатором перевода этого сочинения и начал писать предисловие и комментарий к тексту, однако не успел осуществить свой замысел. Его работу продолжил Писарев.
Умер в Казани 19 (31) октября 1894 года, похоронен на Арском кладбище.

## Сочинения
- Ересь антитринитариев третьего века / Соч. воспитанника Казанск. духовной акад. Димитрия Гусева на степень магистра богословия. — Казань, 1872. — 252, II с
- Чистилище у средневековых римско-католических богословов // Православный собеседник. — 1872. — № 6. — С. 226—264.
- Догматическая система св. Иринея Лионского в связи с гностическими учениями II в. // Православный собеседник. — 1874. — № 7. — С. 181—235; № 9. — С. 3-55.
- Антропологические воззрения блаж. Августина в связи с учением пелагианства («Православный собеседник», 1876, II);
- «Учение о Боге и доказательства бытия Божия в системе Филона» («Православный собеседник», 1881, III);
- Апология лица Иисуса Христа и его земной жизни и деятельности в сочинении Оригена против Цельса : Речь, произнес. на Торжеств. годич. собр. Казан. духов. акад. 1886 г. экстраординар. проф. Д. Гусевым. — Казань : тип. Имп. Университета, 1886. — 55 с.
- Св. Феофил Антиохийский / Д. Гусев. — Казань : Типо-литография Императорскаго университета, 1898. — 26 с.; 24 см. — (Патрологический отдел журнала Православный собеседник; 1898, вып. 8)
- Чтения по патрологии / посмертное издание «чтений» Дмитрия Гусева, экстра-ординарного профессора Казанской духовной акад. — Казань : Типо-литография Императорскаго университета, 1895—1898. — 25 см. Вып. 1: Введение в патрологию и век мужей апостольских. — 1895. — 277,
- Чтения по патрологии / посмертное издание «чтений» Дмитрия Гусева, экстра-ординарного профессора Казанской духовной акад. — Казань : Типо-литография Императорскаго университета, 1895—1898. — 25 см. Вып. 2: Период христианской письменности с половины II и до начала IV века. Общий очерк. — 1898. — 38 с.
- Чтения по патрологии / посмертное издание «чтений» Дмитрия Гусева, экстра-ординарного профессора Казанской духовной акад. — Казань : Типо-литография Императорскаго университета, 1895—1898. — 25 см. Вып. 3: Чтения по патрологии. Период христианской письменности с половины II и до начала IV века. Св. Иустин Мученик и Философ. — 1898. — 63,
- Чтения по патрологии. Период христианской письменности с половины II и до начала IV века. Св. Иустин Мученик и Философ / Д. Гусев. — Казань : Типо-литография Императорскаго университета, 1898. — 63 с.; 24 см. — (Патрологический отдел журнала Православный собеседник; 1898, вып. 4)
- Тертуллиан, пресвитер Карфагенский. Очерк его литературной деятельности / Д. Гусев. — Казань : Типо-литография Императорскаго университета, 1898. — 26 см. I: Апологетическия и полемико-догматическия сочинения Тертуллиана. — 1898.
- Тертуллиан, пресвитер Карфагенский. Очерк его литературной деятельности / Д. Гусев. — Казань : Типо-лит. Императорскаго университета, 1898. — 26 см. II: Нравственно-практическия сочинения Тертуллиана. — 1898. — 2, с. 37-66.
- Св. Иустин, мученик и философ. — Казань, 1898. — 63 с. — (Чтения по патрологии : Период христианской письменности с половины II и до начала IV века)